# Cornutrypeta svetlanae
Cornutrypeta svetlanae es una especie de insecto del género Cornutrypeta de la familia Tephritidae del orden Diptera.

## Historia
Fue descrita científicamente por primera vez en el año 2000 por Richter & Shcherbakov.